# Перера, Антонио
Антонио Перера Кальдерон (исп. Antonio Perera Calderón; род. 8 июня 1997, Novelda del Guadiana, Эстремадура) — испанский футболист, полузащитник клуба «Ботев».

## Клубная карьера
Перера — воспитанник клубов «Гевора», «Флеча Негра» и «Диоцесано». В 2017 году игрок подписал контракт с «Эстремадурой». 5 февраля в матче против «Линарес Депортиво» он дебютировал в Третьем дивизионе Испании. 30 апреля в поединке против «Реал Хаэн» Антонио забил свой первый гол за «Эстремадуру». В 2017 году Перера перешёл в «Алавес», где выступал за дублирующий состав. В 2020 году Антони на правах аренды перешёл в хорватский «Истра 1961». 8 ноября в матче против загребского «Динамо» он дебютировал в чемпионате Хорватии.
Летом 2022 года Перера подписал контракт с болгарским «Ботевом». 10 апреля в матче против ЦСКА 1948 он дебютировал в чемпионате Болгарии. 10 декабря в поединке против «Хебыра» Антонио забил свой первый гол за «Ботев». В 2024 году игрок помог клубу выиграть Кубок Болгарии.

## Достижения
Клубные
 «Ботев»
- Обладатель Кубка Болгарии — 2023/2024